# مونرو (اوکلاهما)
مونرو (به انگلیسی: Monroe) یک منطقهٔ مسکونی در ایالات متحده آمریکا است که در شهرستان لو فلور، اکلاهما واقع شده‌است.